# Uwe Seeler
Uwe Seeler (Hamburg, 5 november 1936 – Norderstedt, 21 juli 2022) was een Duits voetballer van HSV, Cork City en het nationale elftal van Duitsland. Hij kwam tot 72 interlands, waarin hij 43 doelpunten maakte.
Seeler speelde zich al op jonge leeftijd in de kijker. Drie weken na zijn achttiende verjaardag debuteerde hij voor Duitsland en op zijn zestiende speelde hij in het eerste elftal van Hamburger SV. Hij mocht niet meedoen aan het WK 1954, want bondscoach Sepp Herberger kon hem niet selecteren, omdat de inschrijving al was gesloten. In 1971 zei Seeler dat hij ervan baalde dat hij toen niet mee was gegaan en dat hij het jammer vond dat hij toen de wereldtitel miste.
Vanaf 1995 was Seeler voorzitter van Hamburger SV. Vanwege een financiële affaire trok hij zich na twee en een half jaar terug. Alhoewel hij hier niet van beschuldigd werd, voelde hij er zich wel verantwoordelijk voor.

## Zijn WK's
Zelf speelde Seeler vier WK's (alle toernooien tussen 1958 en 1970), maar won nooit. In 1958 maakte hij tijdens zijn eerste WK wedstrijd een goal tegen Argentinië. In de laatste poulewedstrijd scoorde hij een late goal tegen Noord-Ierland en sleepte er daarmee een kwartfinaleplaats uit voor zijn team. In de halve finale werd Duitsland verslagen door gastland Zweden, dat op zijn beurt weer de finale verloor van het Brazilië van Pelé.
Tijdens de WK 1962 scoorde Seeler weer tweemaal in de groepsfase (één keer tegen Zwitserland en één keer tegen Chili). Duitsland was favoriet om ver te komen, maar verloor van Joegoslavië. Er was dus weer geen succes op een WK voor Seeler.
In 1966 was Seeler bijna dertig jaar en dwong de leiding af over een nieuw en jong team. Hij leidde Duitsland richting finale. Ze versloegen onderweg Zwitserland, Uruguay, Spanje en de Sovjet-Unie en troffen Engeland in de finale. Seelers wereld stortte in, toen het later tot in den treure besproken doelpunt van Geoff Hurst viel. De scheidsrechter en zijn assistent vonden dat de bal via de onderkant van de lat over de lijn was geweest, maar in de herhaling was te zien dat de bal op de doellijn stuiterde.
Tijdens de WK 1970 vormde Seeler een spitsenduo met Gerd Müller. In de kwartfinale namen ze samen wraak op Engeland door van 0-2 terug te komen tot een 3-2 zege. In de halve finale werd Duitsland uitgeschakeld door Italië (3-4 na verlenging). Dit keer pakte Seeler de bronzen medaille, maar weer was hij geen wereldkampioen geworden. Hij was bijna 34 en zou nooit wereldkampioen worden. In totaal speelde hij 22 WK wedstrijden, waarin hij negen keer scoorde.

## HSV

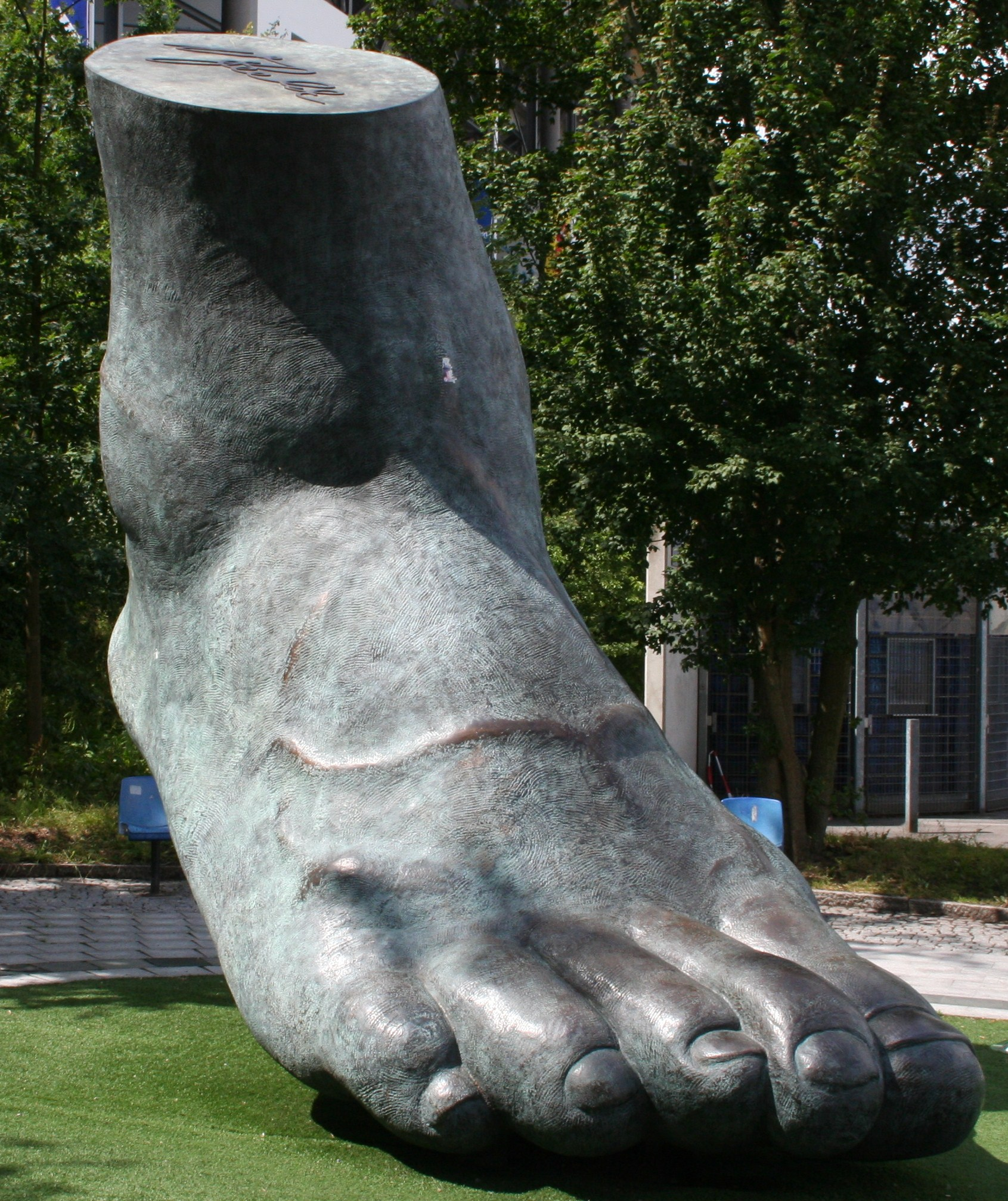
standbeeld van de rechtervoet van Seeler voor het stadion

De club waar Seeler doorbrak was Hamburger SV. Hij stamde uit een sportieve familie. Zijn vader voetbalde ook bij Hamburger SV, zijn broer werd er aanvoerder en zijn zus haalde de top in het handbal.
Hamburger SV was een slapende reus, totdat Seeler kwam. Met hem bereikte Hamburger SV in 1957 en 1958 de bekerfinale, maar verloor die twee keer. In 1963 won Seeler de beker alsnog, maar in 1967 was het weer twee keer net niet voor Hamburger SV. Ze verloren opnieuw de bekerfinale en ook de Europacup 2-finale van AC Milan.
Seeler bleef Hamburger SV zijn hele carrière trouw en wees aanbiedingen af van Internazionale (onder trainer Helenio Herrera), Real Madrid en FC Barcelona. Hij stopte in 1972 op 36-jarige leeftijd, maar keerde in 1978, destijds 42 jaar, nog één wedstrijd terug bij Cork City. In zijn hele carrière speelde Seeler 520 competitiewedstrijden en scoorde daarin 446 keer.

## Overlijden
Seeler overleed op 85-jarige leeftijd in zijn slaap. Hij had al jaren een broze gezondheid.
Van 1959 tot aan zijn dood woonde Uwe Seeler met zijn vrouw in Harksheide, tegenwoordig een district van Norderstedt in de metropoolregio Hamburg.
Seeler's kleinzoon, Levin Öztunalı, is ook profvoetballer.

## Erelijst
- Kampioen van Duitsland: 1960
- Vicekampioen: 1957 en 1958
- DFB Pokal: 1963
- Bekerfinalist: 1956 en 1967
- Finalist Europacup 2: 1967

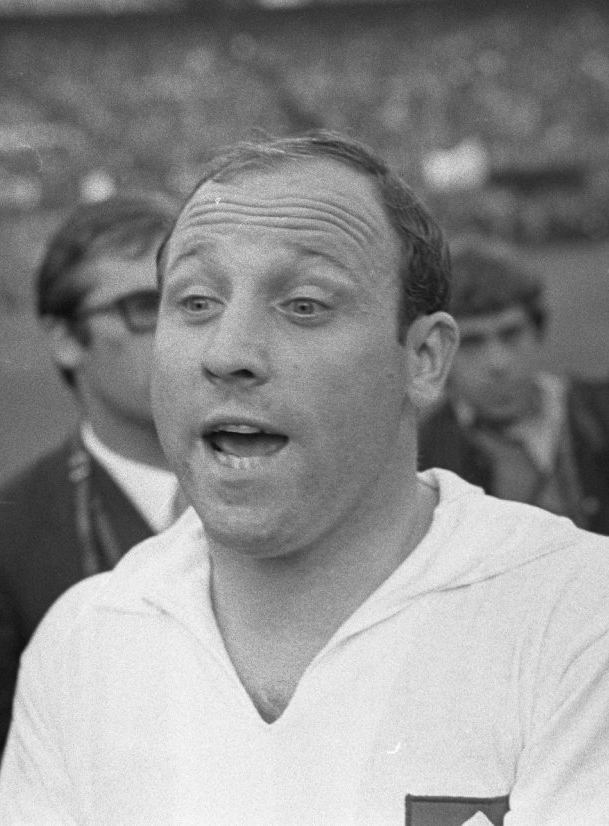
Uwe Seeler in 1968

- Topscorer Bundesliga: 1963/1964, met 30 doelpunten